# قشلاق خان گلدی حاج احمد
قشلاق خان گلدی حاج احمد یک روستا در ایران است که در استان اردبیل واقع شده‌است. قشلاق خان گلدی حاج احمد ۲۱ نفر جمعیت دارد.